# 아시아 여성 신학
아시아 여성 신학은 아시아의 여성들과 연관된 신학의 필요성에서 출현하였다. 해방신학과 여성 신학에서 파생된 주제들에 의존하면서 여성 신학은 2가지 점에서 발전되었는데 그것은 아시아 여성들의 지위와 경험(the conditions and experiences)을 토착화한 것이다.